# Lịch sử A.C. Milan
Đây là bài viết chi tiết về lịch sử câu lạc bộ A.C. Milan một trong những câu lạc bộ bóng đá thành công nhất thế giới. Ở đấu trường quốc tế, đội đã giành 18 danh hiệu bao gồm 4 Cúp Liên lục địa/Cúp thế giới các câu lạc bộ, 5 Siêu cúp châu Âu, 7 Cúp C1/UEFA Champions League và 2 UEFA Cup Winners'Cup. Còn ở các giải đấu quốc nội, câu lạc bộ từng đoạt 18 danh hiệu vô địch quốc gia (Scudetto), 5 Cúp quốc gia và 7 Siêu cúp quốc gia.
Trong lịch sử của mình, A.C. Milan đã từng hai lần phải xuống chơi tại Serie B trong các năm 1980 và 1982, trong đó lần đầu tiên là do án phạt của Liên đoàn bóng đá Ý vì có dính líu tới vụ bê bối dàn xếp tỉ số Totonero.

## Giai đoạn trước Chiến tranh thế giới thứ hai

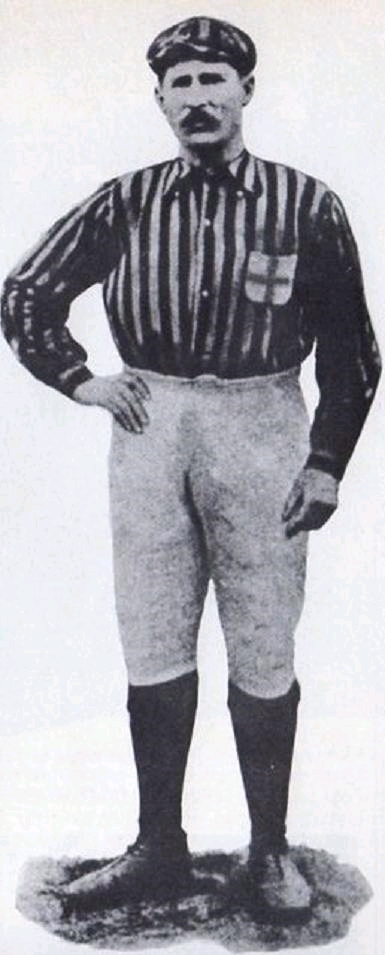
Herbert Kilpin, huấn luyện viên và đội trưởng đầu tiên của Milan.

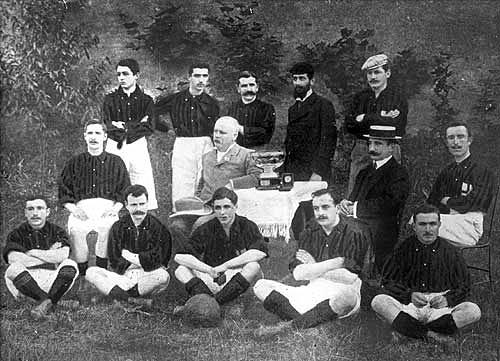
Đội hình A.C. Milan năm 1901

Từ ý tưởng của một nhóm cổ động viên bóng đá người Anh và Ý sống tại Milano, A.C. Milan được khai sinh vào ngày 16 tháng 12 năm 1899 với tên ban đầu Milan Foot-Ball and Cricket Club (Câu lạc bộ bóng đá và cricket Milan). Sự ra đời của câu lạc bộ này được công bố chính thức trên tờ La Gazzetta dello Sport hai ngày sau, ngày thứ hai 18 tháng 12, theo đó chủ tịch đầu tiên của câu lạc bộ là một người Anh có tên Alfred Edwards, đồng sáng lập với Edwards còn có Barnett, Allison, Nathan, Davies và Herbert Kilpin.
Tới tháng 1 năm 1900 thì câu lạc bộ được kết nạp vào Liên đoàn bóng đá Ý (tiếng Ý: Federazione Italiana Football) và tới tháng 4 thì đội có trận đấu chính thức đầu tiên, đó là cuộc đối đầu với câu lạc bộ FC Torinese tại vòng bán kết của Giải vô địch bóng đá Ý 1900 (Campionato 1900). Một tháng sau vào ngày 27 tháng 5, câu lạc bộ có danh hiệu đầu tiên, Medaglia del Re (Huy chương Nhà vua) sau chiến thắng 2-0 trước Juventus. Ngay trong năm thứ hai tham gia giải bóng đá quốc gia, Milan đã giành chức vô địch sau khi cắt đứt mạch vô địch liên tiếp của câu lạc bộ Genoa bằng chiến thắng 3-0 trước đội bóng này trong trận chung kết. Hai chức vô địch giải hạng nhất (Prima Categoria) tiếp theo của Milan đến vào hai năm liên tiếp 1906 và 1907 nhờ chiến thắng trước Juventus tại trận chung kết năm 1906 và vị trí thứ nhất trong bảng chung kết năm 1907, xếp trên hai đội Torino và Andrea Doria. Chỉ một năm sau, nội bộ lục đục của đội bóng đã khiến một nhóm cầu thủ tách ra và thành lập một đội bóng mới lấy tên Football Club Internazionale Milano hay Inter Milan. Trong khi ngay ở mùa giải 1909-10, câu lạc bộ mới Inter đã ngay lập tức giành danh hiệu vô địch quốc gia thì ở giai đoạn tiếp theo Milan chỉ có vị trí cao nhất là thứ hai vào các mùa 1910-11 và 1911-12. Bốn năm sau, Giải vô địch bóng đá Ý phải tạm ngừng và thay thế vào đó là Cúp liên đoàn 1915-16 (Coppa Federale), tại giải đấu này Milan cuối cùng đã giành được chức vô địch sau khi xếp trên kình địch Juventus.
Năm 1919, Milan Foot-Ball and Cricket Club được đổi tên thành Milan Football Club (Câu lạc bộ bóng đá Milan). Cái tên mới cũng đánh dấu cho một giai đoạn thi đấu sa sút của đội bóng, tuy vẫn được thi đấu tại giải hạng nhất nhưng Milan thường kết thúc mùa giải chỉ với vị trí ở giữa bảng xếp hạng, thứ hạng cao nhất của họ chỉ là vị trí thứ ba vào các mùa 1937-38 (kém ba điểm so với đội vô địch Inter) và 1940-41 (kém năm điểm so với đội đầu bảng Bologna). Những ngôi sao hiếm hoi trong giai đoạn này của Milan là Aldo Boffi và Giuseppe Meazza, cầu thủ sau này được đặt tên cho sân vận động của Milan, Sân vận động Giuseppe Meazza, vốn cũng được xây dựng trong giai đoạn này với tên ban đầu San Siro. Sân San Siro được xây dựng vào năm 1926 nhờ những nỗ lực của chủ tịch câu lạc bộ khi đó là Piero Pirelli. Cho tới năm 1948 thì đây là sân nhà của duy nhất Milan vì câu lạc bộ cùng thành phố Inter lấy sân Arena Civica làm sân nhà của họ.
Năm 1936 câu lạc bộ một lần nữa đổi tên từ Milan Football Club thành Milan Associazione Sportiva (Câu lạc bộ thể thao Milan), cái tên này bị "Ý hóa" theo lệnh của Chế độ Mussolini vào năm 1939 thành Associazione Calcio Milano (Câu lạc bộ bóng đá Milano). Sau khi Chiến tranh thế giới thứ hai kết thúc, câu lạc bộ quay lại với tên gọi tiếng Anh của mình, Associazione Calcio Milan (Câu lạc bộ bóng đá Milan) hay viết tắt là A.C. Milan và giữ nguyên nó cho tới ngày nay.

## Thập niên 1950 và 1960

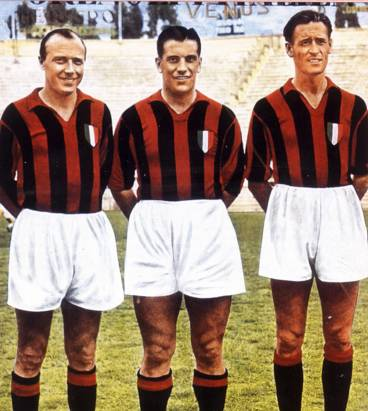
Bộ ba Gre-No-Li của Milan.

Trong mùa giải vô địch Ý đầu tiên sau chiến tranh, mùa 1946-47, Milan có được vị trí thứ tư, mùa tiếp theo đội bóng leo lên được vị trí thứ hai sau khi có được danh hiệu mang tính biểu tượng "vô địch mùa đông" (campione d'inverno). Tuy nhiên chức vô địch chỉ đến với đội bóng vào mùa giải 1950-51, chức vô địch này đã kết thúc cơn khát danh hiệu kéo dài tới 44 năm của A.C. Milan, đây cũng là năm mà câu lạc bộ có danh hiệu cấp châu lục đầu tiên, Cúp Latinh 1951. Đóng góp cho thành công này của đội bóng trước hết phải kể tới bộ ba cầu thủ người Thụy Điển Gunnar Gren, Gunnar Nordahl và Nils Liedholm hay được biết tới với tên Bộ ba Gre-No-Li, bên cạnh đó Milan còn có một huấn luyện viên xuất sắc người Hungary là ông Lajos Czeizler cùng thủ thành Lorenzo Buffon. Trong những năm tiếp theo, nhiều ngôi sao lớn bắt đầu gia nhập Milan như Schiaffino, Bagnoli, Radice và Cesare Maldini, đây là những cầu thủ đóng vai trò chính trong chiến thắng của A.C. Milan tại Cúp Latinh 1956 cùng ba danh hiệu vô địch quốc gia Ý các mùa giải 1954-55, 1956-57 và 1958-59. Năm 1958 lần đầu tiên Milan lọt vào tới trận chung kết Cúp các đội vô địch bóng đá quốc gia châu Âu nhưng đội bóng đã để thua các nhà đương kim vô địch khi đó là câu lạc bộ Real Madrid với tỉ số 2-3 sau hai hiệp phụ, đây là chiếc cúp thứ ba trong số năm chiếc cúp liên tiếp tại giải đấu này của đội bóng thành Madrid.
Sau khi giành chức vô địch bóng đá Ý mùa giải 1961-62, đội bóng của huấn luyện viên Nereo Rocco cùng vua phá lưới Serie A José Altafini và tiền vệ triển vọng Gianni Rivera đã lọt vào trận chung kết Cúp C1 thứ hai vào năm 1963. Trong trận đấu trên sân Wembley này, Milan đã vượt qua câu lạc bộ Bồ Đào Nha Benfica của Eusébio với tỉ số 2-1, người đội trưởng nhận cúp của Milan sau trận đấu là Cesare Maldini.

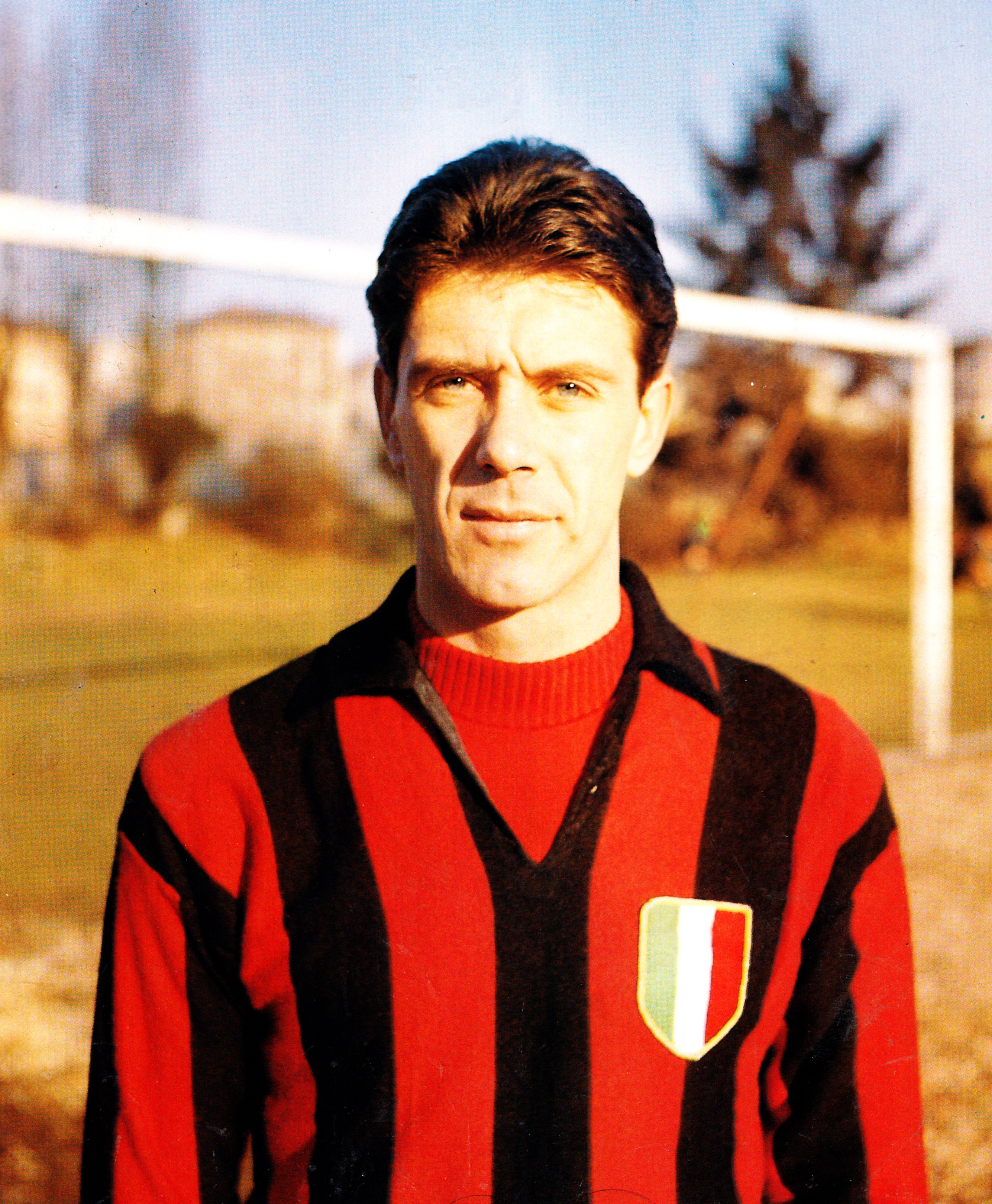
Cesare Maldini năm 1954.

Sau chiến thắng này huấn luyện viên Nereo Rocco chuyển sang dẫn dắt Torino, người thay thế ông là Giuseppe Viani đã không thể giúp Milan giành Cúp Liên lục địa 1964, đội bóng đã để thua Santos của huyền thoại Pelé với tỉ số 0-1 trong trận đấu trên sân vận động Maracanã của Brasil. Đây cũng là mùa giải cuối cùng của chủ tịch Milan, ông Andrea Rizzoli, người đã có 9 năm thành công cùng đội bóng với bốn chức vô địch Ý, một Cúp Latinh, một Cúp C1 và việc xây dựng trung tâm tập huấn Milanello.
Sau khi Rizzoli từ chức, Milan lại rơi vào một giai đoạn khát danh hiệu khi đội bóng chỉ giành được duy nhất Cúp quốc gia Ý mùa giải 1966-67. Cùng lúc đó thì đội bóng đối thủ cùng thành phố của Milan là Inter lại liên tiếp có được những danh hiệu quốc gia và châu lục nhờ sự dẫn dắt của huấn luyện viên huyền thoại Helenio Herrera. Chỉ tới khi Nereo Rocco quay trở lại băng ghế chỉ đạo, Milan mới cải thiện được thành tích của mình với chức vô địch quốc gia thứ chín tại mùa giải 1967-68, trong năm này Milan còn giành Cúp các câu lạc bộ đoạt cúp bóng đá quốc gia châu Âu nhờ chiến thắng 2-0 trước Hamburger SV với một cú đúp của Kurt Hamrin. Trong năm tiếp theo Milan chỉ về đích thứ 2 tại Serie A mùa giải 1968-69, tuy nhiên họ lại có được chiếc Cúp C1 thứ hai sau chiến thắng đậm 4-1 trước câu lạc bộ Ajax của huấn luyện viên Rinus Michels. Tiếp đó với hai chiến thắng liên tiếp cả trên sân nhà và sân khách trước câu lạc bộ Estudiantes của Argentina, A.C. Milan đã giành được chiếc Cúp Liên lục địa đầu tiên trong lịch sử câu lạc bộ này. Bên cạnh các danh hiệu tập thể, tiền vệ Gianni Rivera của Milan còn giành Quả bóng vàng châu Âu năm 1969, đây là cầu thủ người Ý đầu tiên có được vinh dự này.

## Thập niên 1970

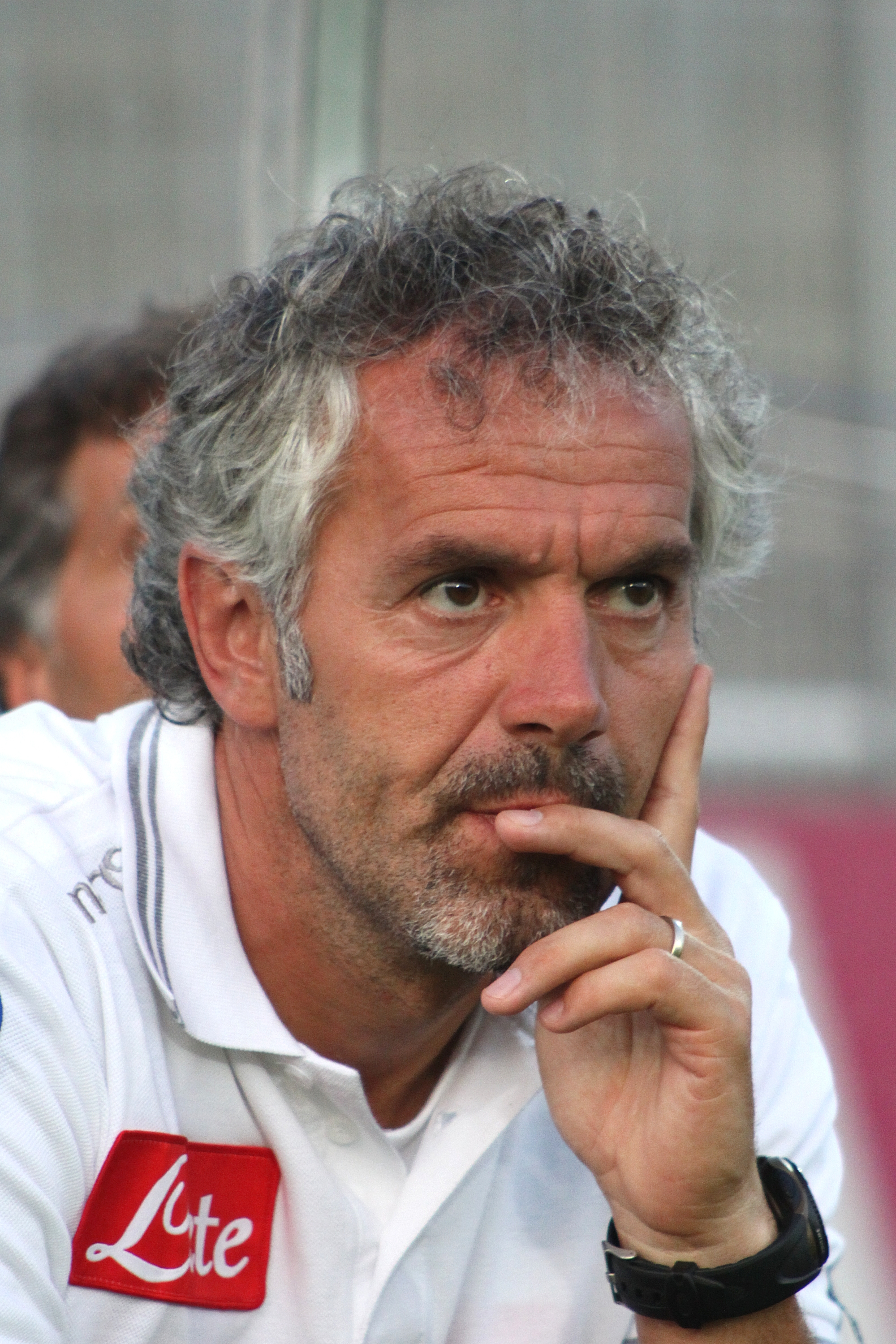
Roberto Donadoni.

Trong ba mùa giải đầu tiên của thập niên 1970, A.C. Milan đều về đích thứ hai tại giải vô địch quốc gia sau khi bị lần lượt Inter (mùa 1970-71) và Juventus (mùa 1971-72, 1972-73) vượt qua. Đặc biệt mùa 1972-73 chứng kiến thất bại cay đắng của Milan khi họ bị Juventus qua mặt ở vòng đấu cuối cùng sau khi để thua ngay trên sân nhà trước Hellas Verona với tỉ số 3-5, trận đấu này sau đó đã đi vào lịch sử câu lạc bộ với cái tên "Fatal Verona" ("Verona chết chóc"). Tuy vậy những thất bại liên tiếp tại giải vô địch quốc gia của Milan được bù đắp phần nào bằng hai Cúp quốc gia Ý mùa 1971-72 và 1972-73 cùng một Cúp C2. Đây cũng là giai đoạn mà các cổ động viên của Milan ở khán đài phía Nam (curva sud) sân San Siro bắt đầu tổ chức thành các hội cổ động chuyên nghiệp, đó là Fossa dei Leoni (thành lập năm 1968, giải thể năm 2005), Commandos Tigre (thành lập 1967) và Brigate Rossonere (thành lập 1975).

Ảnh đội bóng mùa giải 1973-1974 cùng với hai cúp dành được trong mùa giải 1972-1973.

Giai đoạn 1973-1978 chứng kiến sự khủng hoảng của A.C. Milan khi chỉ trong vòng chưa đầy 10 năm câu lạc bộ đã có tới 7 vị chủ tịch khác nhau, kết quả là Milan thường chỉ kết thúc mùa giải ở nửa dưới bảng xếp hạng. Tình hình chỉ thay đổi đôi chút từ mùa 1977-78 khi ngôi sao cũ của đội bóng là Nils Liedholm trở thành huấn luyện viên của Milan và đưa Milan tới vị trí thứ 4 tại Serie A đồng thời phát hiện được một hậu vệ trẻ triển vọng cho câu lạc bộ có tên Franco Baresi. Trong mùa giải tiếp theo, Milan có được danh hiệu vô địch quốc gia thứ 10 sau khi vượt qua Perugia của Castagner, đây cũng là mùa giải cuối cùng của Gianni Rivera cho câu lạc bộ của ông.

## Thập niên 1980
1980-1985: 2 lần xuống hạng
Thập niên 1980 mở đầu với câu lạc bộ bằng vụ bê bối dàn xếp tỉ số Totonero 1980, hậu quả của vụ bê bối này là lần đầu tiên trong lịch sử A.C. Milan, đội bóng bị đánh tụt xuống Serie B tuy giành được chức vô địch Serie B 1980-1981 để lên chơi tại Serie A mùa giải 1981-82 nhưng ngay tại mùa giải này câu lạc bộ đã phải xuống hạng lần thứ hai sau khi chỉ giành được 24 điểm sau 30 vòng đấu. Một lần nữa Milan quay trở lại với Serie A chỉ sau một mùa giải tuy nhiên đội bóng vẫn chưa thể khôi phục lại vị thế trước kia, trong thời gian này Milan có thêm một hậu vệ tài năng mới, Paolo Maldini con trai của Cesare Maldini, người có trận đấu ra mắt vào ngày 20 tháng 1 năm 1985 ở tuổi 16.
1986-1991: Tái sinh nhờ Silvio Berlusconi, Arrigo Sacchi và bộ ba Hà Lan bay

Arrigo Sacchi.

Cuối mùa giải 1985-86, một lần nữa A.C. Milan rơi vào khủng hoảng khi cuộc điều tra của Cảnh sát kinh tế Ý (Guardia di Finanza) đã phát hiện ra rằng câu lạc bộ đang ngập trong nợ nần và có nguy cơ phá sản. Ngày 20 tháng 2 năm 1986, doanh nhân người Milano Silvio Berlusconi thay thế chủ tịch câu lạc bộ Giuseppe Farina và lập tức thanh toán mọi nợ nần cho đội bóng. Với tiềm lực tài chính của mình, Berlusconi đã mang về cho Milan một loạt cầu thủ có chất lượng như Donadoni, Massaro, Galli và Galderisi.
Tuy nhiên đội bóng của huấn luyện viên Liedholm chỉ về thứ 5 trong mùa giải mới và chủ tịch câu lạc bộ quyết định thay ông bằng một huấn luyện viên đang lên người Ý có tên Arrigo Sacchi. Gia nhập đội bóng cùng Sacchi còn có bộ đôi cầu thủ người Hà Lan Marco van Basten và Ruud Gullit trong đó Gullit vừa giành Quả bóng vàng châu Âu năm 1987. Sau khởi đầu không mấy thuận lợi, Sacchi đã đưa Milan tới chức vô địch quốc gia lần thứ 11 khi đội bóng vượt qua Napoli của Diego Maradona ở những vòng đấu cuối.
Đây là chức vô địch mở ra giai đoạn hoàng kim của A.C. Milan với hai Cúp C1 liên tiếp ở mùa giải 1988-89, 1989-90, hai Siêu cúp châu Âu 1990, 1991, hai Cúp Liên lục địa 1990, 1991 và một Siêu cúp Ý 1989. Milan là đội gần nhất bảo vệ thành công chức vô địch châu Âu cho đến khi Real Madrid làm được điều này ở trận Chung kết UEFA Champions League 2017. Chuỗi chiến thắng liên tiếp của Milan ở châu Âu dừng lại vào ngày 20 tháng 3 năm 1991. Trong trận tứ kết lượt về Cúp C1 trên sân của Olympique de Marseille, Milan, khi đó đang bị dẫn 1-0, đã bỏ dở trận đấu theo lệnh của tổng giám đốc Adriano Galliani.. Theo ông Galliani thì do sân vận động có một dàn đèn bị hỏng nên các cầu thủ Milan không thể tiếp tục thi đấu do tầm nhìn hạn chế. Ngay cả sau khi dàn đèn chiếu sáng đã khôi phục hoạt động, đội bóng cũng không quay trở lại thi đấu tiếp và họ lập tức bị UEFA trừng phạt bằng việc xử thua trận tứ kết này đồng thời cấm Milan không được tham gia các giải đấu cấp châu lục một năm vì hành vi phi thể thao.

## Thập niên 1990

### Mùa giải 1989-90: Bảo vệ chức vô địch Cúp C1 châu Âu
Những tân binhh của AC Milan đa số là người Ý, có thể kể đến là Daniele Massaro, Marco Simone hay Andrea Pazzagli.
Ở các giải đấu quốc nội thì Milan đều giành được chức Á quân. Cụ thể là ở Serie A, Milan dẫn đầu cho đến khi giải đấu còn 2 vòng nữa. Không may họ để thua ngược Hellas Verona 2-1 ở vòng áp chót nên để mất ngôi đầu vào tay Napoli và không thể lấy lại được nữa cho dù đã chiến thắng trận cuối cùng. Ở Coppa Italia thì đội để thua Juventus trong trận Chung kết.
Trong khi ở các giải đấu quốc tế, thành tích của Milan đều cao hơn một bậc, nghĩa là đều đoạt danh hiệu vô địch ở các giải đấu mà họ tham gia. Đó là Siêu cúp Châu Âu (thắng Barcelona), Cúp Liên lục địa (thắng Atlético Nacional) và đặc biệt là danh hiệu Cúp C1 châu Âu (thắng Benfica).
Đây là lần đầu tiên trong lịch sử của mình Milan bảo vệ thành công chức vô địch Cúp C1 châu Âu. Marco van Basten cũng bảo vệ thành công danh hiệu Quả bóng vàng Châu Âu (1989).
Thống kê thành tích: Á quân Serie A, Á quân Coppa Italia, Vô địch Cúp C1, đoạt Siêu cúp Châu Âu, đoạt Cúp Liên lục địa.

### Mùa giải 1990-91: Bị phạt cấm thi đấu Cúp Châu Âu
Đầu mùa giải Milan chiêu mộ Sebastiano Rossi để chia lửa với thủ môn Andrea Pazzagli.
Sự hưng phấn của Milan được giữ đến cuối năm 1990, họ giành thêm 2 danh hiệu Siêu cúp Châu Âu và Cúp Liên lục địa trước các đối thủ là Samdoria và Club Olimpia.
Ở các giải đấu chính thức, Milan dừng bước ở Bán kết Coppa Italia trước AS Roma và chỉ chịu thua Samdoria ở Serie A.
Riêng ở cúp C1 châu Âu, Milan vào tới vòng Tứ kết gặp Olympique de Marseille. Trận lượt đi trên sân San Siro hai đội hòa 1-1. Trận lượt vè ở Stade Vélodrome, khi đội chủ nhà đang dẫn 1-0 thì dàn đèn sân vận động gặp sự cố khiến trận đấu bị gián đoạn. Đến khi sự cố được khắc phục thì Milan quyết định từ chối thi đấu. Vì hành động này nên Milan bị xử thua 0-3 và bị cấm thi đấu cúp Châu Âu mùa giải sau.
Arrigo Sacchi cũng rời đội để nhận nhiệm vụ ở Đội tuyển quốc gia Ý.
Tổng kết mùa giải: Á quân Serie A, Bán kết Coppa Italia, Tứ kết cúp C1, đoạt Siêu cúp Châu Âu, đoạt Cúp Liên lục địa

### Mùa giải 1991-92: Cùng Fabio Capello vô địch Serie A với thành tích bất bại
Do bị phạt nên MIlan, dù là Á quân Serie A mùa giải trước, đã không được dự cúp Châu Âu trong mùa giải 1991-92.
Về mặt lực lượng, Milan tiếp tục giữ nguyên bộ khung của mùa giải trước. Sự bổ sung đáng kể nhất có lẽ là Demetrio Albertini.  Tân huấn luyện viên Fabio Capello không mất nhiều thời gian để bắt nhịp với những con người mà Ariggo Sacchi để lại, thậm chí còn làm tốt hơn.
Ở Serie A, Milan thống trị hoàn toàn với thành tích bất bại (34 trận). Đội hình Milan 1991-92 được đặt biệt danh là "Gli invincibili", tiếng Ý nghĩa là "Những kẻ bất khả chiến bại". Ngôi sao sáng nhất trong đội hình này là Marco Van Basten, anh đã giành được danh hiệu vua phá lưới và Quả bóng vàng châu Âu năm 1992.
Nếu không bị Juventus đánh bại ở trận lượt về Bán kết Coppa Italia thì Milan có thể lập thành tích bất bại ở tất cả các giải đấu trong mùa giải 1991-92.
Tổng kết mùa giải: Vô địch Serie A, Bán kết Coppa Italia

### Mùa giải 1992-93: Bảo vệ được Scudetto
Cái tên đình đám nhất gia nhập Milan trong mùa hè 1993 là Jean-Pierre Papin, quả bóng vàng châu Âu năm 1991. Sau 1 năm cho S.S.C. Bari mượn thì Milan cũng gọi về  Zvonimir Boban. Ngoài ra thì đội cũng chiêu mộ một cầu thủ Nam Tư khác là Dejan Savicevic.
Milan khởi đầu mùa giải bằng danh hiệu Siêu cúp Italia trước đối thủ AC Parma.
Ở Serie A, Milan bảo vệ thành công danh hiệu Scudetto với 4 điểm nhiều hơn đối thủ cùng thành phố Inter. cũng ở mùa giải này đội đã lập kỷ lục bất bại dài nhất trong lịch sử Serie A  bắt đầu từ trận hòa AC Parma 0-0 ở lượt trận cuối cùng mùa giải 1990-91 đến trận hòa Lazio 2-2 ở vòng 23. Đội bóng đã chấm dứt chuỗi 58 trận bất bại của Milan chính là Parma.
Ở Coppa Italia, Milan vào đến vòng bán kết thì chịu thua AS Roma.
Milan cũng để thua Olympique de Marseille 0-1 ở trận chung kết Champions League. Đáng nói là sau trận đấu này Marseille bị phát hiện đã mua độ đối thủ ở giải vô địch quốc gia Pháp để đàhh sức cho trận đấu với Milan. Liên đoàn bóng đá Pháp tước danh hiệu vô địch quốc gia Pháp của Marseille, tuy nhiên Liên đoàn bóng đá Châu Âu vẫn công nhận danh hiệu vô địch Champions League của đội bóng này.
Tổng kết mùa giải: Vô địch Serie A, Bán kết Coppa Italia, Siêu cúp Italia, Á quân Champions League

### Mùa giải 1993-94: Đoạt cú đúp Serie A và Champions League

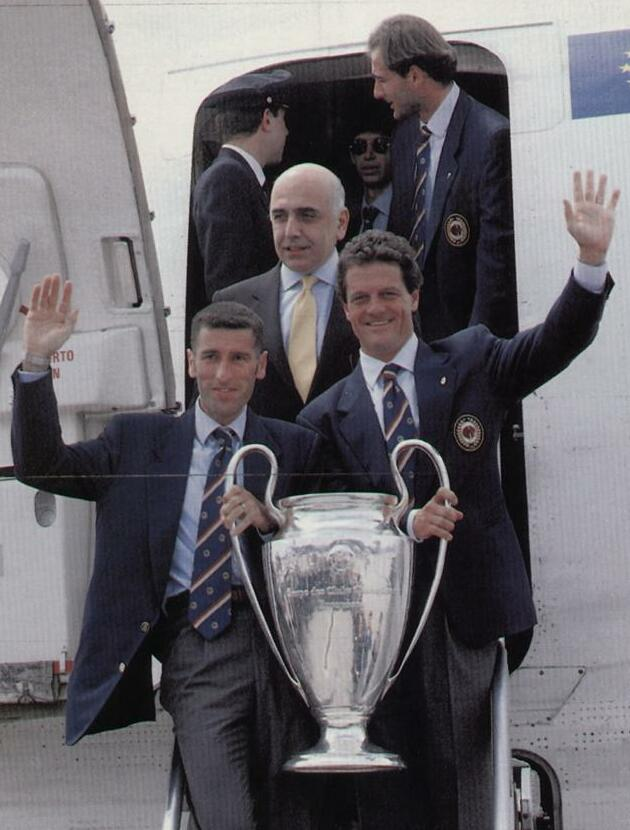
Chức vô địch châu Âu năm 1994.

Milan gia cố cho hàng hậu vệ bằng Christian Panucci và Marcel Desailly. Cả hai đều đá chính trong trận Chung kết Champions League đánh bại Barcelona 4-0 ở Athens. Riêng Desailly góp 1 bàn, các bàn thắng còn lại do công của Daniele Massarro và Dejan Savicevic.
Có thể nói mùa giải 1993-94 là mùa giải thành công nhất trong lịch sử AC Milan bởi họ còn đoạt  cả chức vô địch Serie A. Đây là mùa giải duy nhất (tính đến hết năm 2023) mà Milan giành được cú đúp danh hiệu cao quý này. Ngoài ra Milan còn giành được Siêu cúp Italia sau khi đả bại Torino 1-0.
Do Marseille bị trừng phạt nên Milan được tham gia các trận tranh Siêu Cúp. Đáng tiếc là họ để thua cả 2 trận trước AC Parma ở Siêu cấp Châu Âu và Sao Paolo FC ở Cúp Liên lục địa.
Ở giải đấu chính thức còn lại thì Milan để bị loại từ khá sớm bởi Piacenza.
Tổng kết mùa giải: Vô địch Serie A, Vòng 16 Coppa Italia, đoạt Siêu cúp Italia, Vô địch Champions League, đá trận Siêu cúp Châu Âu., đá trận tranh Cúp Liên lục địa.

### Mùa giải 1994-95: Á quân Champions League, chia tay 3 quả bóng vàng
Mùa hè 1994 Milan quyết định để cho Jean-Pierre Papin sang Bayern Munchen mà không bổ sung một cái tên đáng chú ý nào. Đến cuối năm 1994, đội tiếp tục chia tay một quả bóng vàng khác  Ruud Gullit.
Milan khởi đầu mùa giải khá chậm chạp cho dù đã chiến thắng trận tranh Siêu cúp trước Samdoria. Giai đoạn lượt đi Serie A, có thời điểm đội để rơi xuống vị trí thứ 11. Ở Coppa Italia, đội bị Inter loại khỏi vòng 16 đội sau khi để thua cả 2 lượt trận. Ở Champions League thì Milan cũng phải đợi đến lượt trận cuối cùng mới vượt qua được vòng bảng ở vị trí thứ 2 sau Ajax Amsterdam.
Giai đoạn cuối năm 1994 đầu 1995, Milan tham gia 2 trận tranh Siêu cúp. Kết quả thắng trận tranh siêu cúp Châu Âu trước Arsenal và thua trận tranh cúp Liên lục đia trước Velez Sarsfield.
Sau đó thì Milan thi đấu ổn định hơn ở giai đoạn lượt về, cán đich Serie A ở vị trí thứ 4 để giành vé tham gia UEFA Cup. Còn ở Champions League thì Milan đã vào đến trận chung kết gặp lại Ajax và một lần nữa để thua đội bóng đến từ Hà Lan.
Cuối mùa giải Marco Van Basten thông báo giải nghệ ở tuổi 28 do không thể điều trị được chấn thương.
Tổng kết mùa giải: Hạng 4 Serie A, Vòng 16 Coppa Italia, đoạt Siêu cúp Italia, Á quân Champions League, đoạt Siêu cúp Châu Âu, tham gia trận tranh cúp Liên lục địa

### Mùa giải 1995-96: :Vô địch Serie A
Milan chiêu mộ 2 tên tuổi lớn là Roberto Baggio và George Weah cùng với một cầu thủ trẻ sau này sẽ trở thành đội trưởng của đội là Massimo Ambrosini.
George Weah tiếp tục giữ được phong độ chói sáng từ khi còn thi đấu cho Paris Saint German và được trao giải thưởng Quả bóng vàng Châu Âu. Weah là cầu thủ đầu tiên không phải là công dân Châu Âu được trao giải thưởng cao quý này.
Ở các giải Coppa Italia và UEFA Cup thì đội đều phải dừng bước ở vòng Tứ kết trước các đối thủ là Bologna FC và Girondins Bordeaux.
Do không được dự Champions League nên đấu trường quan trọng nhất của Milan là Serie A. Từ vòng đấu thứ  4 thì Milan giành được ngôi đầu bảng và giữ được nó cho đến khi mùa giải kết thúc.
Tổng kết mùa giải: Vô địch Serie A, Tứ kết Coppa Italia, Tứ kết UEFA Cup

### Mùa giải 1996-97: Rơi vào khủng hoảng
Tận dụng luật Bosman, Milan chiêu mộ được 2 cầu thủ của Ajax Amsterdam miễn phí là Edgar David và Michael Reiziger. Có điều là cả hai đều không thi đấu thành công. Milan cũng có huấn luyện viên mới là Oscar Tabarez song Tabarez chỉ làm việc đến tháng 12 năm 1996 thì bị sa thải.
Dấu hiệu chuệch choạc của Milan bắt đầu từ trận thua Fiorentina trong trận tranh Siêu cúp Italia. Cuối tháng 11 đầu tháng 12 là khoảng thời gian tệ hại nhất khi đội liên tiếp để bị loại ở Coppa Italia, trước Vicenza, và đáng nói hơn là để bị loại từ vòng bảng Champions League. Bảng đấu của Milan cũng chỉ có những đối thủ không quá mạnh là FC Porto, Rosenborg và IFK Goteborg.
Sau đó thì Milan cầu viện người cũ Arrigo Sacchi. Nhưng đã không có phép màu nào xảy ra. Milan kết thúc Serie A ở vị trí thứ 11, không thể giành được vé dự cúp châu Âu mùa sau.
Đây cũng là mùa giải cuối cùng của huyền thoại Franco Baresi. Milan quyết định treo vĩnh viễn chiếc áo số 6 để tôn vinh ông.
Tổng kết mùa giải: Hạng 11 Serie A, Tứ kết Coppa Italia, Vòng bảng Champions League, đá trận tranh siêu cúp Italia

### Mùa giải 1997-98: Fabio Capello trở lại không thể vực dậy đội bóng
Sau khi Baresi giải nghệ thì Paolo Maldini trở thành đội trưởng tiếp theo của đội bóng.
Trên thị trường chuyển nhượng Milan chiêu mộ thêm một cầu đã đánh bại họ trong chung kết cúp C1 năm 1995 là Patrick Kluivert. Cũng giống như David và Reizinger, Kluivert sớm chuyển sang đội khác (là Barcelona).
Trên băng ghế chỉ đạo, Fabio Capello lần thứ hai làm huấn luyện viên Milan. Mặc dù bóng đã vào được chung kết Coppa Italia (để thua Lazio) nhưng những kết quả tệ hại ở Serie A (chỉ xếp thứ 10 chung cuộc) khiến chuyến phiêu liêu lần thứ 2 này của Capello sớm phải kết thúc. Vì Milan không có vé dự Cúp châu Âu năm thứ hai liên tiếp.
Tổng kết mùa giải: Hạng 10 Serie A, Á quân Coppa Italia.

### Mùa giải 1998-99: Vô địch Serie A với Alberto Zaccheroni
Mùa giải 1998-99 Milan không còn sự phục vụ của những ngôi sao của chức vô địch C1 năm 1994 như Dejan Savicevic và Marcel Desailly.
Sau 2 năm khủng hoảng Milan quyết định giao băng ghế chỉ đạo cho Alberto Zaccheroni. Zaccheroni đến Milan mang theo 2 học trò ở Udinese là Oliver Bierhoff và Thomas Helveg. Ngoài ra thì Milan còn chiêu mộ hậu vệ Roberto Aylala, thủ môn Christian Abbiati và gọi trở về Massimo Ambrosini sau quãng thời gian cho Vincenza mượn.
Ở Coppa Italia, năm thứ hai liên tiếp Milan bị Lazio loại, lần này là ở vòng 16 đội.  Nhưng ở Serie A, Milan bất bại trong hai trận đối đầu với Lazio chỉ 1 điểm. Sau lượt về trận hòa không bàn thắng ở vòng 27 thì Milan chiến thắng cả 7 trận đấu cuối cùng để giành chức vô địch Serie A thứ 16 trong lịch sử với chỉ 1 điểm nhiều hơn chính Lazio. Người góp công đầu cho chức vô địch này chính là Oliver Bierhoff với 20 bàn thắng.
Tổng kết mùa giải: Vô địch Serie A, vòng 16 đội Coppa Italia.

## Thập niên 2000

### Mùa giải 1999-2000: Trắng tay
Tham vọng của Milan thể hiện ở việc họ chiêu mộ thành công một trong những tiền đạo trẻ triển vọng nhất thời bấy giờ là Andriy Shevchenko. Một cái tên khác cũng sẽ trở thành trụ cột của đội bóng sau này là Gennaro Gattuso. Ngoài ra thì đội bóng cũng chiêu mộ thủ thành Dida, tuy nhiên Dida chỉ chơi được một vài trận thì  được đem cho đội SC Corinthians mượn, đến năm 2002 mới được gọi trở lại.
Mặc dù Shevchenko đã hòa nhập rất tốt, giành được danh hiệu Vua phá lưới Serie A, nhưng Milan đã không bảo vệ được danh hiệu vô địch của mình, chỉ xếp thứ ba sau Lazio và Juventus.
Ở đấu trường cúp quốc gia, Milan bị loại ở Tứ kết bởi đối thủ cùng thành phố Inter Milan.
Thất vọng hơn cả là việc họ để xếp chót bảng Champions League, dù đã bất bại 3 trận lượt đi. Lý do là họ không thắng trận nào ở 3 trận lượt về, trong đó có 2 trận thua các đối thủ dưới cơ là Hertha BSC và Galatasaray.
Tổng kết mùa giải: Hạng 3 Serie A, Tứ kết Coppa Italia, Vòng bảng Champions League

### Mùa giải 2000-01: Khủng hoảng nhưng thắng được Inter 6-0
Thương vụ giá trị nhất mà Milan thực hiện ở mùa hè 2000 là mua Fernando Redondo từ Real Madrid với giá 30 triệu USD. Tuy nhiên cầu thủ người Argentina thường xuyên bị chấn thương nên không đóng góp nhiều cho đội bóng.
Trên sân cỏ thì Milan thi đấu rất không ổn định. Đội vượt qua vòng bảng thứ nhất, sau đó bị loại ở vòng bảng thứ hai Champions League. Ở Serie A thì họ chỉ đứng thứ 6 nên không được dự Champions League mùa sau.
Milan thi đấu tốt hơn một chút ở giải đấu Coppa Italia khi vào tới được vòng Bán kết.
Những kết quả không tích cực đó khiến cho Alberto Zaccheroni bị sa thải vào tháng 3 năm 2001. Cesare Maldini và Mauro Tassotti là những huấn luyện viên tạm quyền ở giai đoạn cuối mùa giải.
Trong giai đoạn huấn luyện ngắn ngủi của Cesare Maldini thì Milan có trận thắng đáng nhớ 6-0 trong trận derby della madonnina trước Inter Milan. Đó chính là chiến thắng có cách biệt lớn nhất của Milan trước Inter trong lịch sử đối đầu của hai đội bóng.
Tổng kết mùa giải: Hạng 6 Seria A, Bán kết Coppa Italia, Vòng bảng thứ hai Champions League

### Mùa giải 2001-02: Khởi đầu triều đại Carlo Ancelotti

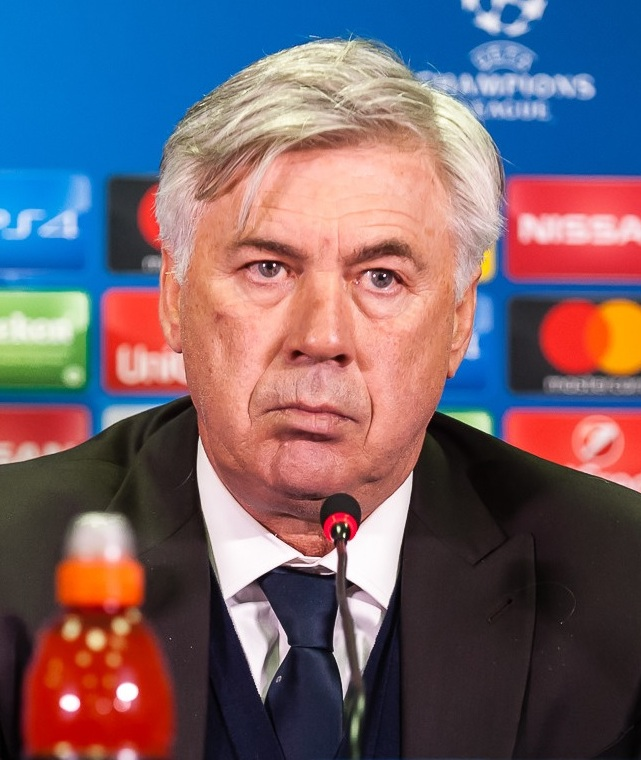
Carlo Ancelotti.

Filipo Inzaghi, Andrea Pirlo và Rui Costa là những cái tên đáng chú nhất gia nhập Milan ở kỳ chuyển nhượng mùa hè. Ngược lại đội bóng chia tay những công thần của Scudetto 1999 như Oliver Bierhoff, Leonardo và Zvonimir Boban (cho mượn). Vị trí huấn luyện viên cũng được giao cho Fatih Terim.
Có điều phong độ của đội bóng không được cải thiện là bao trong nửa đầu mùa giải, dẫn đến việc huấn luyện viên Fatih Terim bị thay thế bằng Carlo Ancelotti.
Ancelotti bắt đầu xây dựng đội hình cây thông với hạt nhân là Andrea Pirlo. Quyết định kéo Pirlo từ vị trí tiền vệ tấn công về vị trí tiền về phòng ngự-kiến thiết được đánh giá là một trong những sáng tạo vĩ đại nhất trong sự nghiệp huấn luyện viên của Ancelotti.
Từ lúc này thì Milan bắt đầu vận hành trơn tru hơn, kịp cán đích ở vị trí thứ 4 Serie A để giành vé tham gia vòng sơ loại Champions League mùa sau.
Ở hai giải đấu cúp là Coppa Italia và UEFA Cup thì Milan đều dừng bước ở vòng Bán kết.
Tổng kết mùa giải: Hạng 4 Serie A, Bán kết Coppa Italia, Bán kết UEFA Cup

### Mùa giải 2002-03: Lần thứ 6 vô địch Champions League
Milan gia cố lực lượng bằng những cái tên chất lượng như Alessandro Nesta (mua từ Lazio) hay Clarence Seedorf (từ Inter Milan). Họ cũng chiêu mộ được Rivaldo, cầu thủ vừa hết hạn hợp đồng với Barcelona. Milan cũng đón trở lại thủ môn Dida sau một thời gian cho đội SC Corinthians mượn.
Ở mùa giải thứ hai dẫn dắt đội bóng, Ancelotti đã đem lại thành công cho Milan. Mặc dù ông không giúp cho câu lạc bộ AC Milan giành được Scudetto, nhưng đổi lại Ancelotti đã mang về phòng truyền thống của câu lạc bộ 1 chức vô địch Cúp quốc gia Ý và đặc biệt là chức vô địch châu Âu lần thứ 6 sau hơn 10 năm chờ đợi.
Để được tham gia vào vòng bảng Champions League năm đó, AC Milan phải tham dự một trận đấu Play-off với câu lạc bộ của Séc, Slovan Liberec. Sau đó AC Milan đã vượt qua vòng bảng với vị trí nhất bảng đấu. Ở vòng bảng thứ 2, họ lại đứng vị trí nhất bảng mặc dù phải xếp chung cùng Real Madrid.
Milan sau đó lần lượt vượt qua Ajax Amsterdam với tổng tỉ số 3-2, và câu lạc bộ cùng thành phố Inter Milan nhờ luật bàn thắng trên sân khách. Đây là trận derby della Madonnina đầu tiên ở đấu trường Champions League.
Còn trận chung kết với  Juventus ở sân Old Trafford là lần đầu tiên có trận chung kết nội bộ của hai đội bóng Italia. Tại trận đấu ấy, 2 đội đã hòa nhau 0-0 và trong loạt sút luân lưu, AC Milan đã là đội giành chiến thắng với pha đá quyết định của tiền đạo Andriy Shevchenko, mang chức vô địch châu Âu về thành phố Milan.
Ở Cúp quốc Gia, Milan đã gặp AS Roma tại trận chung kết. Ở chung kết lượt đi, Milan đã đánh bại đội bóng thủ đô ngay tại Roma với tỉ số đậm 4-1 vào sau đó cầm hòa 2-2 tại San Siro.
Tổng kết mùa giải: Hạng ba Serie A, Vô địch Coppa Italia, Vô địch Champions League

### Mùa giải 2003-04: Vô địch Serie A, bị loại sốc ở Tứ kết Champions League
Hè năm 2003, Kaka gia nhập AC Milan từ Sao Paulo, Cafu cũng chuyển đến theo dạng chuyển nhượng tự do. Hai cầu thủ Brazil ngay lập tức trở thành trụ cột của đội bóng.
Nửa cuối năm 2003 Milan tham gia khá nhiều trận đấu tranh Siêu cúp. Đầu tháng Tám là trận Siêu cúp Italia, đội để thua lại  Juventus trong loạt sút luân lưu. Đến cuối tháng Tám, đội chiến thắng Porto 1-0 trong trận tranh Siêu cúp Châu Âu.
Sau đó vào cuối năm 2003, Milan cũng không thể đem về thêm một danh hiệu quốc tế nào nữa trong năm khi họ để thua câu lạc bộ Boca Juniors của Argentina tại trận chung kết Cúp Liên Lục Địa, cũng sau loạt sút luân lưu.
Ở hai giải đấu cúp chính thức là Coppa Italia và Champions League thì Milan đều phải dừng bước sau những thảm bại 0-4 trên sân đối thủ. Ở Coppa Italia là trận bán kết lượt về với Lazio. Sốc hơn nữa là trận lượt về tứ kết Champions League với đối thủ dưới cơ Deportivo de la Coruna vì ở trận lượt đi ở San Siro Milan đã thắng 4-1.
Ngược lại thì đội thi đấu rất ổn định ở giải đấu vòng tròn là Serie A, đã đoạt được danh hiệu Scudetto đầu tiên trong thập nên 2000 và là Scudetto thứ 17 trong lịch sử đội bóng. Andriy Shevchenko lần thứ hai đoạt danh hiệu vua phá lưới Serie A.
Tổng kết mùa giải: Vô địch Serie A, Bán kết Coppa Italia, Tứ kết Champions League, đoạt Siêu cúp Châu Âu

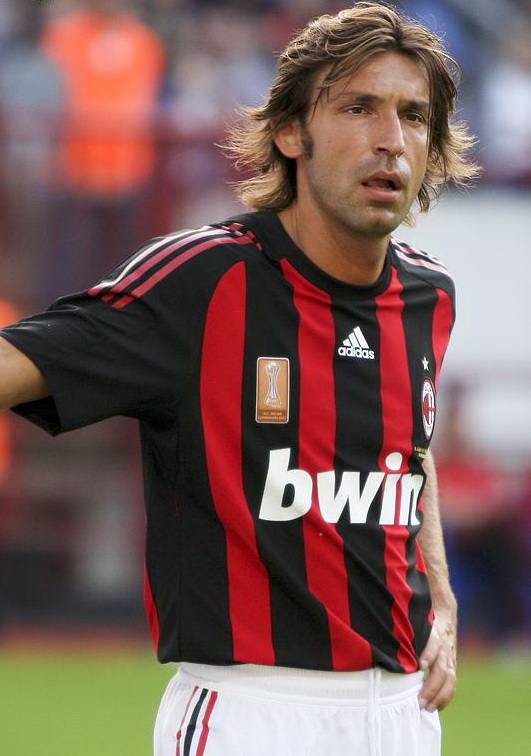
Tiền vệ Pirlo, chìa khóa Ancelotti.

### Mùa giải 2004-05: Ác mộng Istanbul
Trong kỳ chuyển nhượng mùa hè, Milan chiêu mộ Jaap Stam và Hernan Crespo, đồng thời bán đi Rivaldo.
Đội mở đầu mùa giải với trận tranh siêu cúp Ý cùng Lazio. Kết quả Milan là đội giành được siêu cúp nhờ cú hattrick của tiền đạo Shevchenko. Shevchenko cũng là ngôi sao sáng nhất của đội trong giai đoạn này, anh đã  trao giải thưởng Quả bóng vàng châu Âu 2004.
Nhận xét khách quan thì đội vẫn giữ được sức cạnh tranh ở cả hai giải đấu quan trọng là Serie A và Champions League.
Ở Serie A, đội đã so kè quyết liệt với Juventus cho đến vòng 35 thì bị thua trong trận đối đầu trực tiếp ở trên sân nhà. Hơn một năm sau thì vụ Calciopoli bị phanh phui, Juventus bị tước danh hiệu Serie A 2004-05. Chức vô địch không được trao lại cho đội nào khác.
Sau khi thất bại trong việc bảo vệ danh hiệu vô địch Serie A thì Milan tập trung cho trận Chung kết Champions League gặp Liverpool ở Istanbul. Ở trận đấu này, sau hiệp 1, MIlan dẫn trước Liverpool đến 3-0 nhờ hai bàn thắng của Crespo và một bàn của Maldini. Nhưng ở đầu hiệp 2 họ để cho đối thủ gỡ hòa 3-3 một cách chóng vánh. Tinh thần sa sút nên Milan để thua ở loạt sút luân lưu.
Trước đó ở vòng Tứ kết, Milan chiến thắng đối thủ cùng thành phố Inter Milan ở cả 2 lượt đi về. Trận lượt về Inter bị xử thua 0-3 do để khán giả làm loạn trận đấu.
Còn ở giải đấu ít quan trọng hơn là Coppa Italia thì Milan dừng bước ở vòng Tứ Kết trước Udinese.
Tổng kết mùa giải: Giành Siêu cúp Italia, Á quân Serie A, Tứ kết Coppa Italia, Á quân Champions League

### Mùa giải 2005-06: dính líu tới Calciopoli

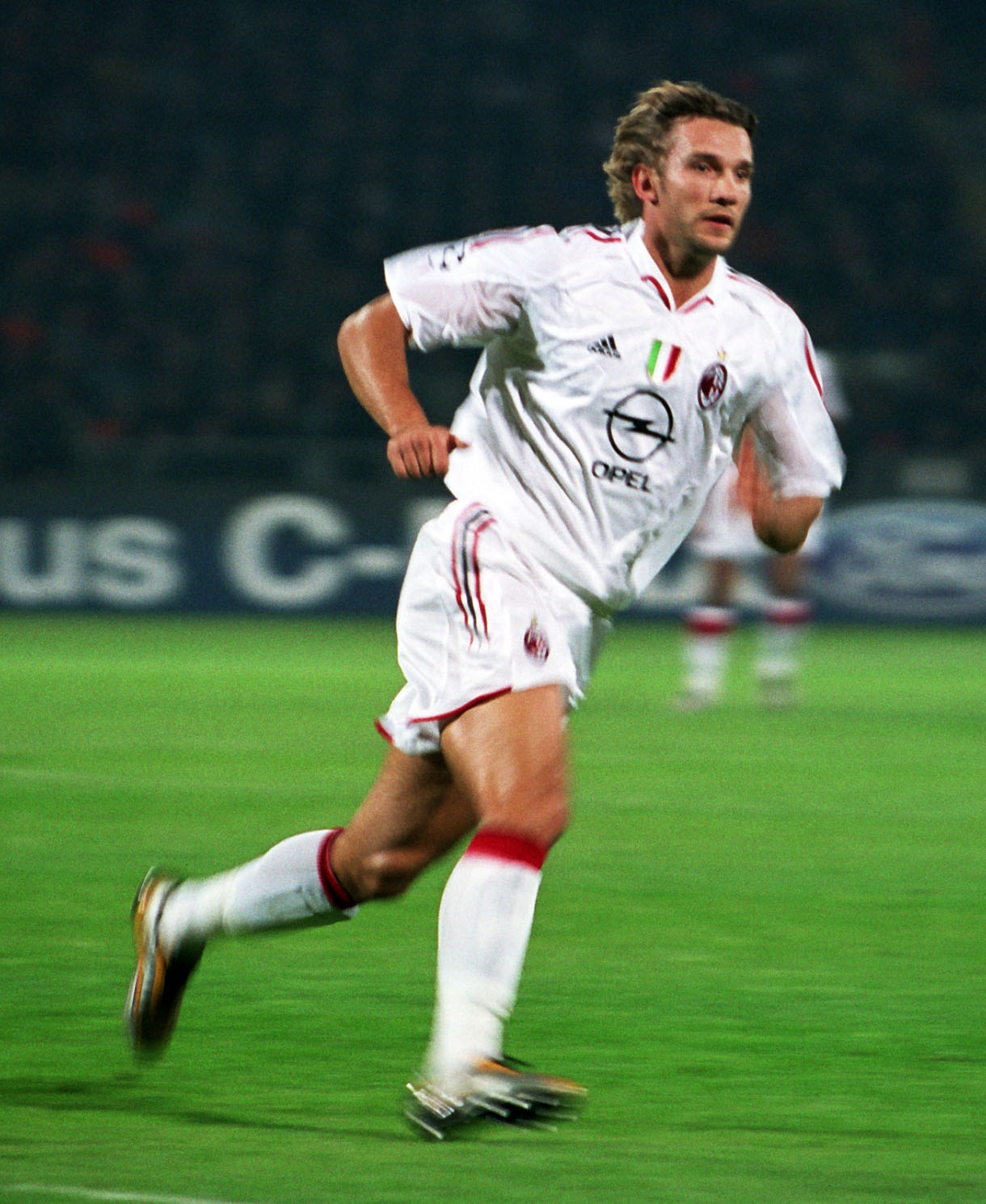
Mùa giải 2005-06 cuối cùng của Shevchenko.

Milan cơ bản giữ nguyên bộ khung của mùa giải trước. Mặc dù không thể giành được bất kỳ một danh hiệu nào nhưng họ vẫn là câu lạc bộ Ý thi đấu thành công nhất ở đấu trường châu Âu, chỉ chịu dừng bước trước Barcelona, đội sau đó lên ngôi vô địch.
Ở Cúp quốc gia Ý, Milan phải dừng cuộc chơi ngay từ vòng tứ kết gặp Palermo. Tại trận lượt đi mặc dù có chút lợi thế khi có được thắng lợi 1-0 nhưng với 3 bàn thua trắng ở trận lượt về, Milan một lần nữa phải rời khỏi giải đấu Cúp lớn nhất nước Ý.
Tại Champions League, các cầu thủ của HLV Ancelotti dễ dàng vượt qua vòng bảng, đối thủ tại vòng đấu tiếp theo của họ là đội bóng giàu truyền thống nước Đức, Bayern Munich. Tại trận lượt đi Milan đã xuất xuất cầm hòa Bayern với tỉ số 1-1 và lượt về họ bất giờ giành thắng lợi đậm đà đến 4-1. Sau đó Milan tiếp tục loại một đối thủ mạnh đến từ Pháp là câu lạc bộ Lyon và chỉ dừng bước trước nhà vô địch sau đó của giải là Barcelona.
Còn tại Serie A, ban đầu Milan đua vô địch với Juventus và cán đích ở vị trí thứ hai với 3 điểm ít hơn.
Nhưng đến cuối mùa giải năm đó, Milan bất ngờ bị tố cáo có dính líu tới vụ bê bối dàn xếp tỉ số Calciopoli cùng với Juventus, Napoli. Sau đó Tòa án thể thao đã tuyên bố Juventus bị tước Scudetto và phải cùng Napoli xuống chơi tại giải hạng nhì Serie B, còn Milan thì bị trừ 30 điểm đồng nghĩa với việc tụt xuống vị trí thứ 3 trong bảng xếp hạng.
Tổng kết mùa giải: Hạng 3 Serie A, Tứ kết Coppa Italia, Bán kết UEFA Champions League

### Mùa giải 2006-07: Lần thứ 7 vô địch Champions League
Milan bắt đầu mùa giải 2006-07 với việc bị trừ thêm 8 điểm từ hệ lụy vụ bê bối Calciopoli mùa giải trước và phải tham gia vòng sơ loại thứ hai của UEFA Champions League đồng thời mất đi chân sút tốt nhất Andriy Shevchenko khi để anh này chuyển sang Chelsea thi đấu.
Tại Serie A, đội chỉ về đích với vị trí thứ 4. Còn tại Cúp quốc gia họ bị loại ở vòng bán kết trước câu lạc bộ AS Roma sau khi bị cầm hòa 2-2 trên sân nhà và thua 1-3 tại Roma.
Mặc dù phong độ thi đấu của Milan tại các giải quốc nội rất phập phù, nhưng tại Champions League họ lại thi đấu rất hay. Milan vượt qua vòng bảng và đánh bại Celtic với tổng tỉ số 1-0 tại vòng 1/16. Tại vòng đấu tiếp theo Milan đã loại Bayern Munich với tổng tỉ số 4-2 sau khi bị đối thủ cầm hòa 2-2 trên sân nhà và đánh bại Bayern tại Allianz Arena với tỉ số 2-0, qua đó trở thành đội bóng đầu tiên đi tiếp sau khi bị cầm hòa 2-2 trên sân nhà. Sau đó Milan cũng giành vé đi tiếp khi đè bẹp Manchester United của Sir Alex Ferguson với tỉ số đậm 3-0 mặc dù đã để thua 2-3 tại nước Anh. Kết quả giúp cho Milan lọt được tới trận chung kết UEFA Champions League, một lần nữa đối thủ của họ là Liverpool nhưng trong trận tái đấu này hai bàn thắng của Inzaghi đã đem về cho Milan chiếc cúp vô địch châu Âu thứ bảy.
Tổng kết mùa giải: Hạng 4 Serie A, Bán kết Coppa Italia, Vô địch UEFA Champions League

### Mùa giải 2007-08: Nửa đầu săn cúp, nửa sau trắng tay
Cái tên đáng chú ý nhất gia nhập AC Milan trong mùa giải 2007-08 là Alexander Pato. Hợp đồng được ký vào mùa hè 2007 nhưng do Pato chưa đủ 18 tuổi nên phải đợi đến đầu năm 2008 anh mới được đăng ký vào danh sách thi đấu.
Milan khởi đầu mùa giải một cách suôn sẻ với việc đánh bại 3-1 Sevilla ở trận tranh Siêu cúp Châu Âu. Đến cuối năm 2007, đội bóng đoạt thêm danh hiệu FIFA Club World Cup bằng việc đánh bại đại diện của Nam Mỹ là Boca Juniors 4-2. Ở Champions League đội cũng vượt qua vòng đấu bảng với ngôi đầu bảng.
Với phong độ chói sáng trong năm 2007, Kaka được trao giải Quả bóng vàng châu Âu và Cầu thủ xuất sắc nhất năm của FIFA.
Tuy nhiên sang năm 2008 thì mọi thứ không còn thuận lợi. Đội bóng bị Catania loại ở vòng 16 Coppa Italia hồi giữa tháng Một. Đến đầu tháng Ba, đội trở thành cựu vô địch Champions League, sau thất bại 0-2 ngay trên sân nhà trước Arsenal.
Và nghiêm trọng hơn là ở Serie A, đội chỉ xếp thứ 5 chung cuộc, không thể giành được vé tham gia Champions mùa giải sau.
Tổng kết mùa giải: Hạng 5 Serie A, Vòng 16 Coppa Italia, Vòng 16 Champions League, đoạt Siêu cúp châu Âu, đoạt FIFA Clup World Cup.

### Mùa giải 2008-09: Mùa giải cuối cùng của Paolo Maldini
Đội bóng có sự tăng cường lực lượng đáng kể với những cái tên từng đoạt quả bóng vàng như Ronaldinho (mua từ Barcelona) hay Andriy Shevchenko (mượn từ Chelsea). Cuối năm 2008, đội bóng đồng ý mượn David Beckham từ LA Galaxy trong một thời gian ngắn trong thời gian giải đấu nhà nghề Mỹ tạm nghỉ.
Lần đầu tiên sau nhiều năm Milan phải thi đấu ở giải UEFA Cup và được đánh giá là ứng cử viên vô địch ở giải đấu cấp câu lạc bộ hạng hai ở Châu Âu này. Nhưng đội đã bị loại sớm bởi Weder Bremen do luật bàn thắng trên sân khách. Trước đó đội cũng bị Lazio loại ở giải Coppa Italia.
Kết quả ở Serie A khả quan hơn một chút. Đội kết thúc mùa giải ở vị trí thứ 3, giành lại được tấm vé tham gia Champions League mùa giải sau.
Mùa giải 2008-09 cũng đánh dấu mùa giải cuối cùng trong sự nghiệp lẫy lừng của đội trưởng Paolo Maldini. Đội bóng cũng để huấn luyện viên Ancelotti chuyển sang Chelsea, thay thế cho ông là Leonardo, một cựu cầu thủ của Milan nhưng chưa từng có kinh nghiệm huấn luyện chuyên nghiệp.
Và ngôi sao lớn nhất của họ trong thời kỳ này là Kaká cũng quyết định chuyển sang Real Madrid.
Tổng kết mùa giải: Hạng 3 Serie A, Vòng 16 Coppa Italia, Vòng 32 UEFA Cup

## Thập niên 2010

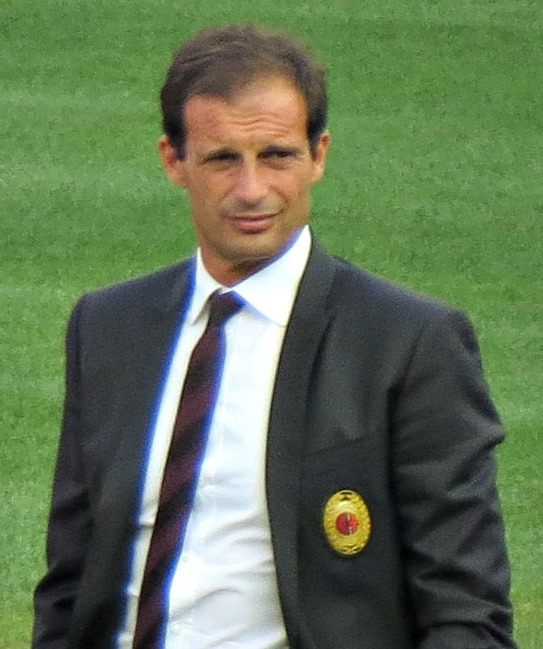
Massimiliano Allegri.

### Mùa giải 2009-10: Thất bại nặng nề ở Champions League
Milan thi đấu mà không còn sự phục vụ của hậu vệ huyền thoại Paolo Maldini, đồng thời cho thấy một hệ thống phòng thủ tệ hại khi thiếu vắng người đội trưởng đồng thời là nguyên nhân chính dẫn đến sự thất bại nặng nề của Milan trước đối thủ cùng thành phố Inter Milan. Ở vòng 2 dù cả hai đều được thi đấu tại San Siro, Milan với tư cách là chủ nhà, nhưng đội bóng của huấn luyện viên Leonardo đã thảm bại 0-4, trận đấu có thể cho là đã định đoạt ngay từ hiệp 1 khi Milan đã bị thủng lưới đến 3 bàn, ngoài ra trong trận đấu đó có 1 chiếc thẻ đỏ của tiền vệ Gennaro Gattuso. Còn trận lượt về, Milan thất thủ 0-2, và sau đó đứng nhìn nửa xanh thành Milano nâng cao chức vô địch lần thứ 18, qua đó chính thức bị Inter vượt mặt về số lần đoạt Scudetto.
Tại Cup quốc gia, Milan cũng bị Udinese loại ngay tại San Siro với trận thua 0-1.
Còn ở đấu trường châu Âu, mặc dù vượt qua vòng bảng, nhưng Rossoneri không thể tiến vào giải sâu hơn khi đối thủ tại vòng 1/16 của họ là Manchester United. Kết quả Milan bị đội bóng đến từ nước Anh đả bại với tổng tỉ số 7-2, trong đó có thật bại nặng nề 0-4 tại Old Trafford. Vào cuối mùa giải, huấn luyện viên Leonardo từ chức thay thế ông là Massimiliano Allegri.
Tổng kết mùa giải: Hạng 3 Serie A, Vòng 16 Coppa Italia, Vòng 16 Champions League.

### Mùa giải 2010-11: Đoạt chức vô địch Serie A
Allegri được trang bị những cái tên chất lượng như Zlatan Ibrahimovic, Robinho, Antonio Cassano v.v... đã đoạt được chức vô địch Serie A mùa giải 2010-11, chấm dứt sự thống trị của Inter Milan trong những năm trước đó. Rossoneri vượt qua đối thủ cùng thành phố trong cả hai lượt trận với tỉ số lần lượt 1-0 và 3-0 rồi băng về đích với 6 điểm hơn chính Inter Milan, đội bóng xếp thứ 2. Chức vô địch Scudetto lần thứ 18, cũng giúp Milan cân bằng thành tích số lần vô địch Serie A với Inter.
Tại Coppa Italia, nửa đỏ Milano cũng lọt vào trận bán kết, đối thủ của Milan là câu lạc bộ Palermo. Nhiều người kì vọng Milan tiến đến trận đấu cuối cùng để tạo thành 1 trận derby Milano, nhưng không như kì vọng, Palermo đã cho thấy họ là đội bóng kỵ rơ của Milan ở Cúp quốc gia khi khiến Milan thua 1-2 và bị loại.
Còn ở châu Âu, Milan xuất sắc lọt qua vòng bảng, bảng đấu có sự góp mặt của Real Madrid, nhưng cũng như mùa giải trước, Milan dừng chân trước câu lạc bộ đến từ Anh và lần này là Tottenham ở vòng 1/16 với tổng tỉ số 0-1 khi thua 0-1 lượt đi diễn ra trên sân nhà và hòa 0-0 lượt về khi không thể tìm được đường vào khung thành đối phương.
Điểm khúc mắc lớn nhất của Allegri là ông không tìm được cách sử dụng Andrea Pirlo dẫn đến việc cuối mùa anh đã chuyển sang Juventus theo diện chuyện nhượng tự do.
Tổng kết mùa giải: Vô địch Serie A, Bán kết Coppa Italia, Vòng 16 Champions League.

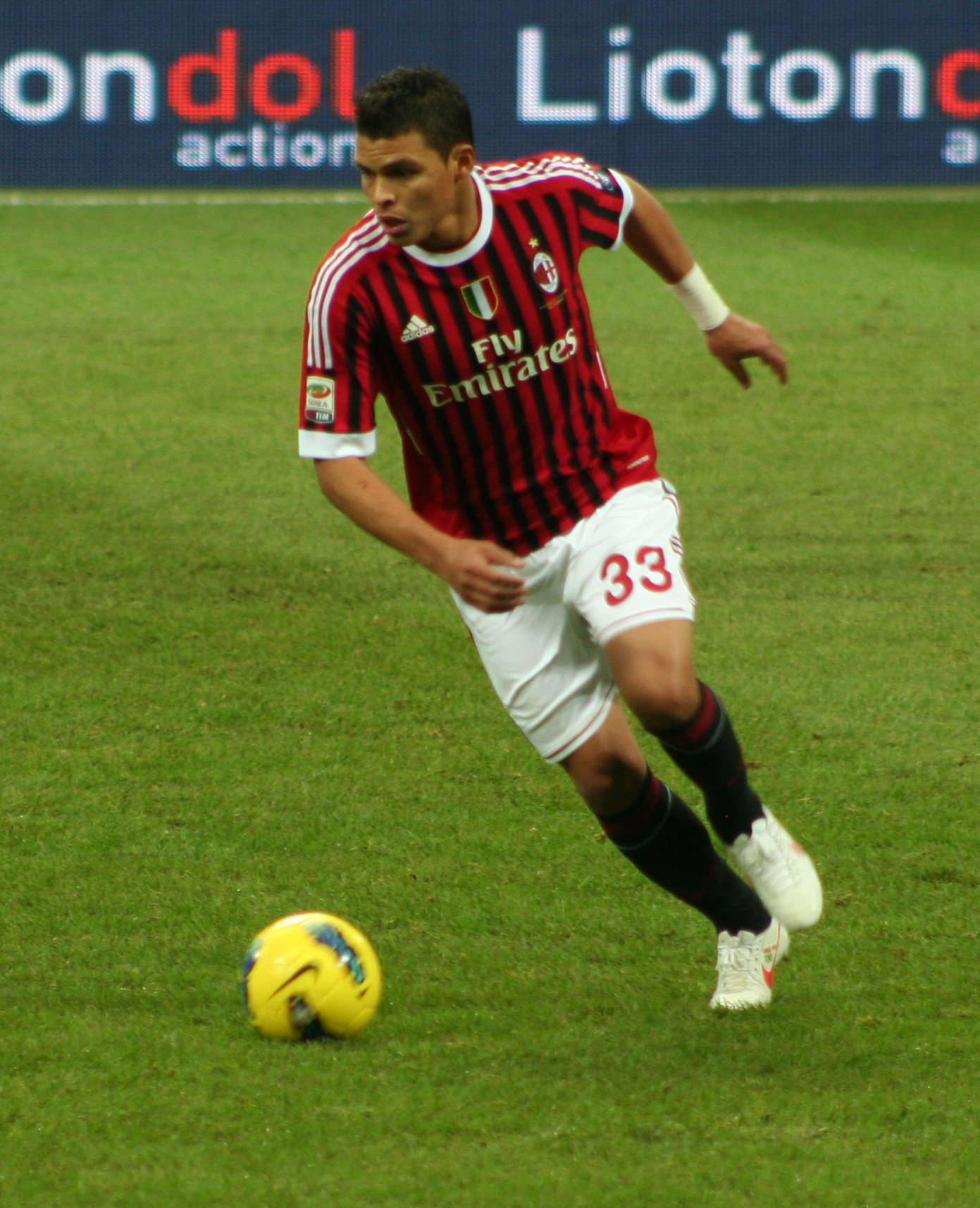
Thiago Silva.

### Mùa giải 2011-12: Chia tay dàn cận vệ già
Khác với 1 năm trước, mùa chuyển nhượng 2011-12 của Milan tương đối tĩnh lặng. Hợp đồng đáng chú ý nhất có lẽ là việc đồng sở hữu Stephan El Shaarawy với câu lạc bộ Genoa.
Milan mở đầu bằng trận tranh Siêu Cup Italia ở sân vận động Tổ Chim với màn lội ngược dòng trước kình địch Inter với tỉ số 2-1.
Nhưng tại Serie A, cho dù Ibrahimovic tiếp tục tỏa sáng và giành được danh hiệu Vua phá lưới nhưng Milan không thể bảo vệ ngôi vô địch khi bị Juventus bỏ xa về điểm số.  Trận thua Inter với tỉ số 2-4 trong trận Derby Milano lượt về đã biến Milan trở thành cựu vương.
Ở Cup châu Âu, Milan xuất sắc vượt qua vòng bảng, và chỉ xếp sau Barcelona. Vòng 1/16 Milan gặp lại Arsenal, đối thủ đã biến họ thành cựu vương năm 2008. Kết quả lượt đi AC Milan đã phục thù thành công khi đánh bại câu lạc bộ của Anh với tỉ số đậm 4-0, dù lượt về với hàng thủ lỏng lẻo đã để thua 0-3 nhưng Milan vẫn là đội đi tiếp. Trận tứ kết Milan tiếp tục chạm trán Barca, một đối thủ cực kỳ kị rơ với đội bóng của Ý tại các vòng đấu loại Cúp châu Âu, dù để thua 1-3 trận lượt về để chính thức bị loại, nhưng trận lượt đi chứng kiến một phong độ cực kỳ ổn định như thời đỉnh cao của Alessandro Nesta khi anh phong tỏa thành công tiền đạo chủ lực Lionel Messi bên phía Barca.
Cuối mùa giải 2011-12 là một cuộc chia tay của các cận vệ già góp công vào chức vô địch Champions League 2007 như Gennaro Gattuso, Filippo Inzaghi, Alessandro Nesta, Gianluca Zambrotta, Clarence Seedorf. Đội cũng phải bán đi những cầu thủ quan trọng như Thiago Silva, Zlatan Ibrahimović để cân bằng tài chính. Việc chia tay các công thần đã dẫn đến sự sa sút của Milan ở những mùa giải sau đó.
Tổng kết mùa giải: Hạng 2 Serie A, Bán kết Coppa Italia, Đoạt Siêu cúp Italia, Vòng Tứ kết Champions League.

### Mùa giả 2012-13: Trẻ hóa không thành công
Sau khi không còn các công thần trụ cột trong đội hình, Milan làm mới bằng những cái tên như Riccardo Montolivo và Mario Balotelli. Với một đội hình mới mẻ, đội bóng có khởi đầu hết sức chuệch choạc ở Serie A, sớm phải từ bỏ tham vọng vô địch. Rất may là ở cuối mùa giải, đội đã có cú nước rút thần tốc để giành được vé dự Champions League mùa giải năm sau.
Còn ở Champions League, Milan cũng lọt vào vòng 1/16, và gặp lại Barcelona một lần nữa. Milan đã giành chiến thắng 2-0 tại trận lượt đi nhưng lại để thua 0-4 ở trận lượt về nên đành rời khỏi giải.
Tổng kết mùa giải: Hạng 3 Serie A, Tứ kết Coppa Italia, Vòng 16 Champions League.

### Mùa giải 2013-14: Không thể giành vé dự cúp châu Âu
Milan không gia hạn hợp đồng với đội trưởng Massimo Ambrosini và bán Kevin-Prince Boateng cho Schalke 04. Mặc dù đón trở lại Kaká từ Real Madrid nhưng vẫn không chặn được đà xuống dốc của đội bóng.
Tại Cúp châu Âu, để có thể góp mặt vào vòng đấu bảng, Milan phải tham dự trận đấu Play-off gặp các cầu thủ PSV của Hà Lan. Trận lượt đi kết thúc với tỉ số hòa 1-1 và tại San Siro, Milan đã giành thắng lợi 3-0 để tham dự vòng bảng Champions League. Sau đó họ xếp thứ 2 chung cuộc sau 6 lượt trận vòng bảng
Mặc dù đã giúp đội lọt vào vòng đấu loại trực tiếp của Champions League, nhưng với những kết quả không mấy tích cực ở giai đoạn lượt đi Serie A, vào ngày 12 tháng 1 năm 2014, sau trận thua 3-4 trước Sassuolo, ban lãnh đạo của Milan đã quyết định sa thải huấn luyện viên Allegri, thay thế ông là cựu cầu thủ của Milan, huấn luyện viên tạm quyền Mauro Tassotti và sau đó vài ngày bổ nhiệm Clarence Seedorf là huấn luyện viên chính thức của câu lạc bộ. Nhưng Seedorf cũng không thể giúp Milan xoay chuyển tình hình.
Tại vòng Knock-out Champions League, AC Milan gặp một đối thủ Atletico Madrid ở vòng 1/16. Kết quả họ đã để thua cả hai lượt trận lần lượt với tỉ số 0-1 và 1-4, qua đó rời giải với tổng tỉ số 1-5. Không thể giúp đội giành vé dự cúp Châu Âu mùa giải sau, Clarence Seedorf đã phải ra đi, và thay thế cho ông là một cựu cầu thủ khác của Milan, Filippo Inzaghi.
Tổng kết mùa giải: Hạng 8 Serie A, Tứ kết Coppa Italia, Vòng 16 Champions League.

### Mùa giải 2014-15: Ngụp lặn ở giữa BXH Serie A

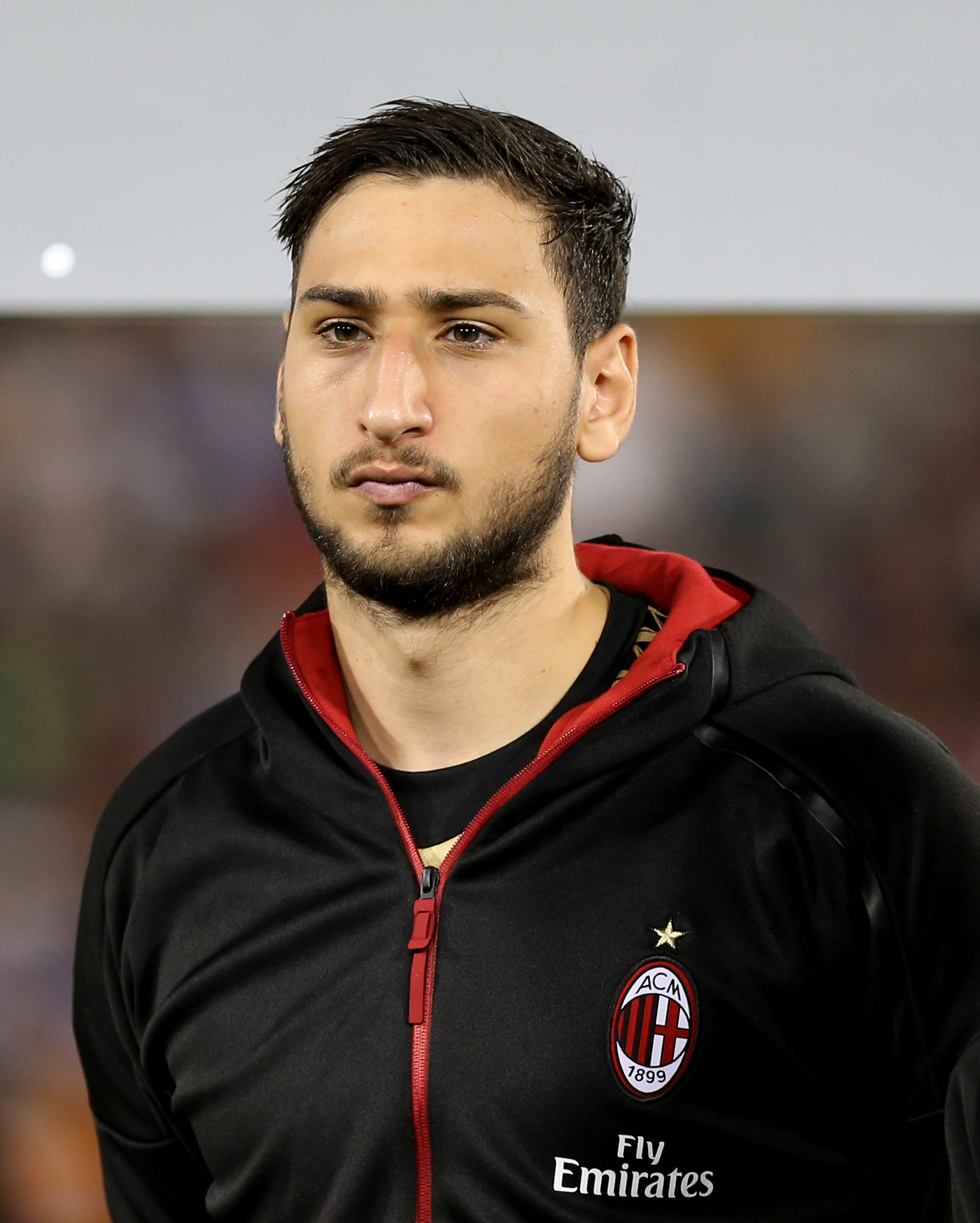
Gianluigi Donnarumma, phát hiện mới của Milan.

Mùa giải này, đội bóng đón nhiều người mới, song đa số chỉ là hàng giá rẻ và miễn phí, đáng chú ý nhất có lẽ là Fernando Torres, một cầu thủ đã qua thời đỉnh cao. Ở chiều đi, đội quyết định bán Mario Balotelli cho Liverpool.
Kết quả là Milan thi đấu còn tệ hơn mùa giải trước. Câu lạc bộ chỉ về đích thứ 10 ở Serie A dẫn đến năm thứ 2 liên tiếp không được tham dự Cúp châu Âu. Tại mùa giải ấy, Milan còn không thể giành chiến thắng trước những đối thủ kình địch như Inter Milan, Juventus, Napoli hay Fiorentina. Còn tại Cúp quốc gia, câu lạc bộ còn bị Lazio loại ngay trên sân nhà. Cùng chung số phận như Seedorf, cuối mùa giải Inzaghi cũng phải rời khỏi Milan do không đáp ứng nhu cầu và chọn Sinisa Mihajlovic làm người thay thế.
Tổng kết mùa giải: Hạng 10 Serie A, Tứ kết Coppa Italia.

### Mùa giải 2015-16: Tiếp tục không thể giành suất dự cúp Châu Âu
Ngoài HLV Sinisa Mihajlovic thì những cái tên đáng chú ý gia nhập Milan phải kể đến Carlos Bacca, cầu thủ giúp Sevilla lên ngôi vô địch Europa League trong những mùa giải trước đó và Alesio Romagnoli, người sẽ trở thành đội trưởng từ mùa giải 2019-2020, và mượn trở lại Mario Balotelli (từ Liverpool). Câu lạc bộ cũng đôn hai cầu thủ trẻ sáng giá lên đội hình một là Gianluigi Donnarumma và Davide Calabria.
Sự tăng viện này giúp cho Milan thi đấu tốt hơn mọt chút so với mùa giải trước, nhưng vẫn chưa đủ để vào nhóm dự cúp Châu Âu. Hậu quả là vào ngày 12 tháng 4 năm 2016, đến lượt Mihajlovic bị sa thải, thay thế ông là huấn luyện viên tạm quyền Christian Brocchi.
Thành tích ở Cúp quốc gia có đỡ hơn một chút, Milan đã lọt vào đến trận chung kết gặp Juventus trước khi thất bại 0-1 sau 120 phút thi đấu.
Tổng kết mùa giải: Hạng 7 Serie A, Chung kết Coppa Italia.

### Mùa giải 2016-17: Kết thúc triều đại Berlusconi bằng danh hiệu Siêu cúp Italia
Trước khi bắt đầu mùa giải mới, AC Milan đã quyết định bổ nhiệm Vincenzo Montella lên làm huấn luyện viên trưởng của câu lạc bộ. Do không được dự cúp Châu Âu, cộng với những khó khăn tài chính từ ông chủ Berlusconi nên Milan không thể giữ chân các trụ cột như Stephan El Shaarawy hay Philippe Mexès.  Đội bóng cũng khá im ắng trên thị trường chuyển nhượng, chỉ có thể chiêu mộ các cầu thủ vô danh và không có nhiều đóng góp. Cho nên dễ hiểu vì sao mà phong độ của AC Milan tại Serie A là rất bất thường.
Niềm vui hiếm hoi trong mùa của các Milanista là hai trận thắng trước kình địch Juventus. Một trận thắng 1-0 ở Serie A với bàn thắng của Manuel Locatelli. Và ở trận tranh siêu cúp Ý, Donnarumma đã xuất sắc cản phá thành công pha đá luân lưu của Dybala bên phía Juve, qua đó góp công lớn đem về danh hiệu Siêu cúp cho Milan..
Cuối mùa giải (tháng 04/2017), Milan xảy ra biến động lớn, Silvio Berlusconi quyết định bán 99.93% cổ phần của mình cho Rossoneri Sport Investment Lux của Li YongHong.
Tổng kết mùa giải: Hạng 6 Serie A, Tứ kết Coppa Italia, Vô địch Siêu cúp Italia.

### Mùa giải 2017-18: Bắt đầu triều đại Trung Quốc
Milan sau khi về tay Li YongHong lại trở nên khá tích cực trên thị trường chuyển nhượng khi đã bổ sung những cái tên chất lượng như Leonardo Bonucci, Hakan Çalhanoğlu và Franck Kessié (mượn). Ở chiều ngược lại, cái tên ra đi để lại nhiều tiếc nuối nhất là một cầu thủ trưởng thành từ lò đào tạo của CLB Mattia De Sciglio và Keisuke Honda.
Tháng 11, sau chuỗi trận không như ý, Milan đã sa thải Montella để mang về người cũ Gennaro Gattuso.
Sự xuất hiện của Gattuso cũng chỉ giúp đội bóng cán đích ở vị trí thứ 6 ở Serie A và không tránh khỏi việc bị loại sớm ở Europa League bởi Arsenal. Điểm sáng hiếm hoi là việc đội đã vào được Chung kết Coppa Italia, nhưng cũng bị thua đậm Juventus 0-4.
Tổng kết mùa giải: Hạng 6 Serie A, Chung kết Coppa Italia, vòng 16 Europa League.

### Mùa giải 2018-19: Sang tay người Mỹ, đón Maldini trở lại
Milan đủ điều kiện tham dự vòng bảng UEFA Europa League 2018-19 khi là đội đứng thứ sáu tại Serie A mùa giải 2017-18, nhưng ban đầu bị UEFA cấm thi đấu ở châu Âu do vi phạm các quy định của Luật cân bằng tài chính vì không hòa vốn. Milan đã kháng cáo lên Tòa án Trọng tài Thể thao và đã kháng án thành công vào ngày 20 tháng 7 năm 2018.
Ngày 10 tháng 7 năm 2018, Li Yonghong không thể thanh toán được khoản tiền mà ông ta đã vay để mua AC Milan cho chủ nợ Elliott Management Corporation. Kết quả là Milan đã chuyển quyền sở hữu về tay tập đoàn tài chính của Mỹ. Tập đoàn Elliot đã bổ nhiệm Paolo Scaroni vào vị trí Chủ tịch thay Li Yonghong. Sau đó, Leonardo cũng được mời trở lại để đảm nhận chức vụ Giám đốc thể thao. Paolo Maldini cũng đồng ý trở lại Milan, đảm nhiệm chức vụ Giám đốc phát triển và chiến lược thể thao. Đến tháng 9, CLB thuê Ivan Gazidis về làm CEO.
Trên thị trường chuyển nhượng mùa hè, cái tên đáng chú ý nhất gia nhập Milan là Gonzalo Higuaín (mượn từ Juventus) nhưng Milan cũng bán lại Leonardo Bonucci cho Bà Đầm Già. Họ cũng chia tay Carlos Bacca. Còn ở thị trường chuyển nhượng mùa đông, Milan lại chia tay Higuain và mang về tiền đạo Krzysztof Piątek.
Trên sân cỏ, Milan lại có một mùa giải không thành công. Họ không giành được vé dự Champions League. Ở Europa League thì đội bị loại ngay từ vòng bảng. Ngày 16 tháng 1 năm 2019, đội có tham gia trận tranh Siêu cúp Italia với Juventus nhưng đã thất bại với tỷ số 0-1.
Tổng kết mùa giải: Hạng 5 Serie A, Bán kết Coppa Italia, Đá trận Siêu cúp Italia, vòng bảng Europa League.

## Thập niên 2020

### Mùa giải 2019-20: Rối loạn thượng tầng
Ngày 28 tháng 5 năm 2019, HLV trưởng Gennaro Gattuso thông báo rời CLB dù vẫn còn hợp đồng đến năm 2021, Giám đốc thể thao Leonardo cũng từ chức.
Đến ngày 14 tháng 6,  hai cựu danh thủ Paolo Maldini và Zvonimir Boban được bổ nhiệm vào các vị trí Giám đốc kỹ thuật và Chuyên viên hỗ trợ kỹ thuật. Năm ngày sau 19 tháng 6, Marco Giampaolo được bổ nhiệm làm HLV trưởng,tiếp đó Frederic Massara được bổ nhiệm làm Giám đốc thể thao
Ngày 28 tháng 6 năm 2019, Milan bị cấm thi đấu giải UEFA Europa League do vi phạm luật công bằng tài chính.
Trên thị trường chuyển nhượng, Milan lại rất mạnh tay chiêu mộ Franck Kessié (mua đứt sau thời gian mượn), Theo Hernandez, Rafael Leão, Ismaël Bennacer, song cũng quyết định chia tay rất nhiều cựu binh lâu năm như Ignazio Abate, Riccardo Montolivo, Manuel Locatelli v.v..
Tuy nhiên chỉ sau ba tháng cầm quyền, do không có kết quả tốt ở những trận đấu đầu mùa, Milan đã sa thải Marco Giampaolo vào ngày 8 tháng 10 năm 2019. Một ngày sau, Stefano Pioli trở thành HLV trưởng tiếp theo của đội.
Ngày 7 tháng 3 năm 2020, Zvonimir Boban quyết định rời Milan, Boban được cho là có mâu thuẫn với CEO Ivan Gazidis trong kế hoạch chiêu mộ Ralf Rangnick về làm HLV trưởng từ mùa giải năm sau. Tuy nhiên, ngày 21 tháng 7 năm 2020, Milan thông báo gia hạn với Pioli đến hết mùa giải 2021/22.
Nửa cuối mùa giải 2019-2020, Milan đón chào sự trở lại của Zlatan Ibrahimovic, sau đó bán đi Krzysztof Piątek. Sự tăng cường lực lượng này giúp Milan kết thúc mùa giải ở vị trí thứ 6 và giành được một suất tham gia Europa League 2020-2021.
Tổng kết mùa giải: Hạng 6 Serie A, Bán kết Coppa Italia.

### Mùa giải 2020-21: Giành được vé dự Champions League sau nhiều năm vắng bóng
Milan của mùa giải 2020-2021 là sự kết hợp giữa lão tướng Ibrahimovic và các cầu thủ trẻ. Họ đã thi đấu rất tốt ở giai đoạn nửa đầu mùa gỉai. Lần đầu tiên sau nhiều năm Milan có thể đánh bại đại kình địch cùng thành phố Inter, để vươn lên dẫn đầu Serie A và giữ được vị trí này cho đến khi kết thúc năm 2020. Ở trận gặp Sassuolo, Rafael Leao còn ghi bàn thắng nhanh nhất trong lịch sử Serie A (ở giây thứ 6).
Tính riêng ở Serie A trong năm 2020, Milan chỉ thua 3 trận ở giai đoạn nửa đầu năm (cuối mùa giải 2019-2020) và bất bại ở giai đoạn nửa cuối năm (đầu mùa giải 2020-2021).
Tiếc là ngay trong tháng đầu tiên của năm 2021 Milan đã bị Juventus chặn mạch bất bại (thua 1-3 ở Serie A trên sân nhà). Cộng với những kết quả bất lợi sau đó khiến đội bóng Đỏ Đen để bị mất ngôi đầu bảng Serie A vào tay Inter Milan và để thua lại đối thủ này ở trận lượt về.
Ở Coppa Italia, Milan cũng bị chính Inter loại ở Tứ Kết, trong một trận đấu mà Ibrahimovich phải nhận thẻ đỏ.
Ở Europa League, Milan dừng bước ở vòng 1/8 trước đối thủ Manchester United.
Cuối tháng 04, AC Milan cùng 11 câu lạc bộ khác thông báo sẽ cùng nhau tổ chức giải Super League với tư cách thành viên sáng lập. Dự án này nhanh chóng vấp phải sự chỉ trích từ nhiều phía, cho nên chỉ sau vài ngày, Milan và nhiều đội phải rút khỏi dự án này.
Mặc dù không có phong độ quá tốt ở những vòng đấu cuối cùng. Nhưng AC Milan cũng có những chiến thắng ấn tượng ở hai trận đấu lượt về với những đối thủ cạnh tranh trực tiếp là Juventus và Atalanta nên đã giành được vị trí thứ 2 chung cuộc và giành được vé dự Champions League sau nhiều năm vắng bóng.
Tổng kết mùa giải: Hạng nhì Serie A, Tứ kết Coppa Italia, Vòng 16 Europa League.

### Mùa giải 2021-2022: Vô địch Serie A sau 11 năm
Đầu mùa giải, Milan chia tay hai trụ cột là Gianluigi Donnaruma (sang PSG) và Hakan Calhanoglu (sang Inter) . Trong khi tân binh đáng chú ý nhất là Oliver Giroud.
Đội bóng bắt đầu mùa giải Serie A vô cùng mạnh mẽ với chuỗi 12 trận bất bại trong đó có 10 chiến thắng, bắt đầu bằng chiến thắng 1-0 trên sân của Samdoria và sau đó là hai chiến thắng liên tiếp trước Cagliari và Lazio. Các trận hòa của Milan trong giai đoạn này đều có tỷ số 1-1 trước Juventus và Inter. Còn ở trận thắng Spezia 2-1, Daniel Maldini là người ghi bàn mở tỷ số trong lần đầu được đá chính ở Serie A, anh trở thành người thứ ba của dòng họ Maldini ghi bàn cho Milan ở Serie A sau ông nội Cesare và người cha Paolo.
Sau bảy năm vắng bóng thì Milan mới được góp mặt ở sân chơi Champions League 2021-22, và họ được bốc vào bảng B tử thần cùng với Liverpool, Atletico Madrid và FC Porto. Trái ngược với phong độ ở Serie A, Milan để thua 3 trận đầu tiên trước Liverpool với tỷ số 2-3, Atletico 1-2 và Porto 0-1. Phải đến trận đấu lượt về với Porto thì Milan mới có được điểm số đầu tiên với kết quả hòa 1-1.
Thất bại đầu tiên trong mùa ở Serie A là trận thua Fiorentina với tỷ số 4-3 ở vòng 13. Bốn ngày sau, đội giành được chiến thắng đầu tiên ở Champions League (chiến thắng 1-0 trên sân Atletico).
Đầu tháng 12, đội bóng chính thức vươn lên dẫn đầu Serie A (sau vòng 16) sau chiến thắng 2-0 trước Sarlenitana. Còn ở Champions League, họ cũng chính thức bị loại với vị trí cuối bảng sau trận thua Liverpool ở trận lượt về. Nhưng Milan cũng chỉ giữ được ngôi đầu bảng Serie A đúng một vòng đấu đó rồi dần dần bị đẩy xuống vị trí thứ ba sau chuỗi trận nghèo nàn trước các đội bóng nhỏ ở nửa đầu giai đoạn lượt về.
Phải đến vòng 24, Milan mới hồi sinh tham vọng vô địch Serie bằng chiến thắng ngược dòng 2-1 trước đội đầu bảng Inter Milan. Vòng 25, họ tiếp tục đánh bại Samdoria để trở lại vị trí dẫn đầu Serie A.
AC Milan kết thúc mùa giải với 86 điểm , nhiều hơn đội xếp thứ hai Inter 2 điểm và giành Scudetto lần đầu sau 11 năm chờ đợi.
Nhưng trước đó ở Coppa Italia, Milan đã chính bị Inter loại ở Bán kết.
Tổng kết mùa giải: Vô địch Serie A, Bán kết Coppa Italia, Vòng bảng Champion League